# Vimbuza
Vimbuza is een genezingsdans van de Tumbuka in het noorden van Malawi. Het is een belangrijke manifestatie van de ng'oma, een genezingstraditie van de Bantoevolken in Afrika.
Ng'oma blijft een fundamenteel onderdeel van het gezondheidssysteem, alhoewel er al jaren pogingen worden ondernomen om het te onderdrukken. Met zang en drum wordt een trance opgeroepen. De meeste patiënten zijn vrouwen met verschillende vormen van geestelijke gezondheidsproblemen. Het genezingsritueel gaat terug tot de negentiende eeuw, het werd ontworpen om traumatische gebeurtenissen te verwerken. Tijdens de Britse overheersing ontwikkelde het zich tot de genezingsdans, alhoewel het verboden werd door christelijke missionarissen. 
Door bezeten te raken door de Vimbuza-geesten kon een patiënt de mentale problemen uiten, de omgeving kon de problemen op deze manier begrijpen.
Sinds 2005 is Vimbuza vermeld op de Lijst van Meesterwerken van het Orale en Immateriële Erfgoed van de Mensheid.